# Hyphessobrycon melasemeion
Hyphessobrycon melasemeion är en fiskart som beskrevs av Fowler, 1945. Hyphessobrycon melasemeion ingår i släktet Hyphessobrycon och familjen Characidae. Inga underarter finns listade i Catalogue of Life.